# 迪耶普区
迪耶普区（法語：Arrondissement de Dieppe）是法国诺曼底大区滨海塞纳省所辖的一个区。总面积3120.1平方公里，总人口227169，人口密度75人/平方公里（2018年）。主要城镇为迪耶普。

## 辖区
迪耶普区辖有343个市镇。